# Raph
Raph is een Frans actrice.

## Biografie
Raph is niet de echte naam van de actrice en ze probeert haar leven privé te houden. Ze is afkomstig van het Franse Noorderdepartement waar ze school loopt in Blaringem Haar docent drama Marie-Cécile Cloïtre wekte haar interesse voor het theater. Raph werd opgemerkt door regisseur Bruno Dumont waarna ze de rol kreeg van Billie in Ma Loute die in première ging in de competitie van het filmfestival van Cannes 2016. Voor deze rol werd ze genomineerd voor beste jong vrouwelijk talent zowel voor de Césars als voor de Prix Lumières en ze won de prijs voor beste actrice op het Europees filmfestival van Sevilla.

## Filmografie
- 2016: Ma Loute van Bruno Dumont – Billie Van Peteghem

## Prijzen en nominaties
De belangrijkste:
| Jaar | Prijs                               | Categorie                    | Film     | Uitslag     |
| ---- | ----------------------------------- | ---------------------------- | -------- | ----------- |
| 2017 | César                               | Beste jong vrouwelijk talent | Ma Loute | Genomineerd |
| 2017 | Prix Lumière                        | Beste jong vrouwelijk talent | Ma Loute | Genomineerd |
| 2016 | Festival de Cine Europeo de Sevilla | Beste actrice                | Ma Loute | Gewonnen    |